# Sans-Arcs

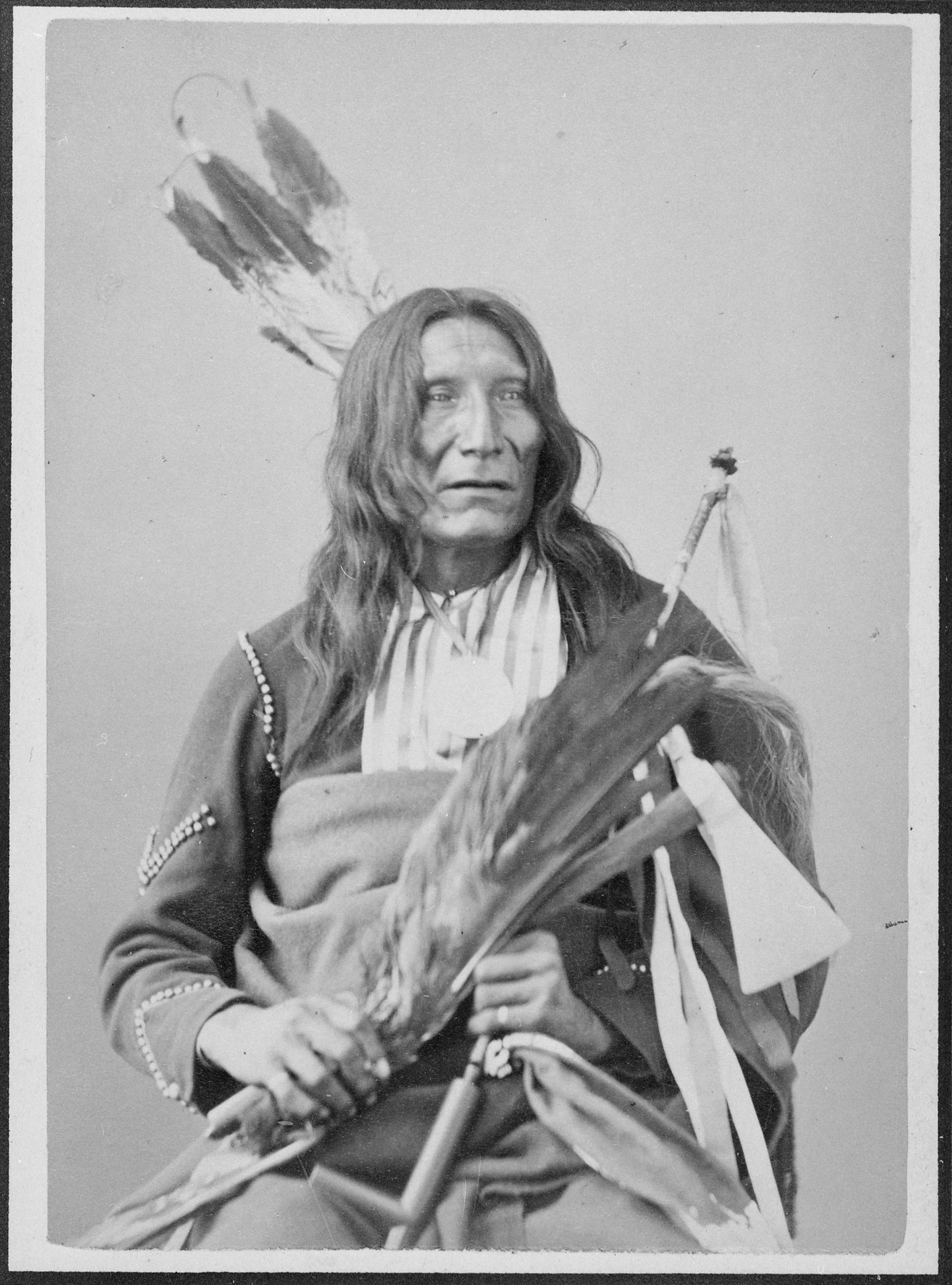
Black Eye, Sans Arc.

Les Sans Arcs, également appelés Itazipacola ou Itazipco, sont une tribu du peuple Lakota. Leur nom vient du français. Leur leader le plus connu était Spotted Eagle, qui a combattu à la bataille de Little Bighorn. Ils vivent actuellement dans la réserve Cheyenne River aux États-Unis.